# Marion (Illinois)
Marion é uma cidade localizada no estado americano de Illinois, no Condado de Williamson.

## Demografia
Segundo o censo americano de 2000, a sua população era de 16.035 habitantes.
Em 2006, foi estimada uma população de 17.282, um aumento de 1247 (7.8%).

## Geografia
De acordo com o United States Census Bureau tem uma área de
35,0 km², dos quais 33,2 km² cobertos por terra e 1,8 km² cobertos por água. Marion localiza-se a aproximadamente 158 m acima do nível do mar.

## Localidades na vizinhança
O diagrama seguinte representa as localidades num raio de 12 km ao redor de Marion.